# ジャン・フランコ・カスペル
ジャン・フランコ・カスペル（Gian-Franco KASPER、1944年1月24日 - 2021年7月9日）は、スイスのスポーツマネージャー。第4代国際スキー連盟会長（現職）。

## 人物
1944年1月24日、スイス・グラウビュンデン州サンモリッツ出身。チューリッヒ大学で神学・ジャーナリズムを学んだ後に、クーリエ・デ・サンモリッツの編集者として活動した。
1974年にモントリオール（カナダ）に開設されたスイス政府観光局の総責任者を務め、故郷であるサンモリッツで開催された1974年アルペンスキー世界選手権の組織委員会メンバーとなった。その後、国際スキー連盟のフロントに入り、1979年に事務総長に就任した。
1998年にマーク・ホドラーの後を受けて第4代国際スキー連盟会長に就任し、2010年に再任されて現在は2期目を務める。
2000年には国際オリンピック委員会委員にも就任すると共に、世界アンチ・ドーピング機構理事も併せて務めている。
2014年1月10日までに同年2月に開催されるソチオリンピックの開催費の約3分の1が横領などの汚職で消えていると批判した。